# Луковитско македонско благотворително братство
Луковитското македонско благотворително културно-просветно братство „Брегалница“ е организация на бежанците от областта Македония, установили се в Луковит.

## История
На Първия македонски конгрес, провел се в София на 19 – 28 март 1895 година, е основана Македонската организация, която бързо започва да образува клонове в цялата страна. Основано е и дружество в Луковит, което участва активно в дейността на Организацията. На Седмия македоно-одрински конгрес от 30 юли до 5 август 1900 година делегат от Луковитското македоно-одринско дружество е Иван Джартазанов, а на Осмия конгрес от 4 до 7 април 1901 година делегат е Георги Шекерджиев.
След Първата световна война дружеството е възстановено като благотворително братство, част от Съюза на македонските емигрантски организации. Основано е на 1 юни 1931 година с председател Христо Ив. Гълъбов, Димитър Павлов (подпредседател), Христо Китанов (секретар), Ангел Тодоров (касиер), Борис Попиванов, Димитър Ив. Митов, Генчо Ив. Гълъбов са членове. В контролния съвет са Ангел Георгиев, иван Миленков и Георги Михайлов. За патронен празник е определен Никулден. На 16 януари 1936 година в ръководството влизат родените в Луковит Христо Гълъбов, Димитър Павлов, Васил Ефремов, Тимо Митев от Драмче, Коста Георгиев, Йосиф Георгиев, Димитър Митов, Стоил Миленков, Ангел Георгиев и Янаки Димитров.